# Ortsnamenbuch
Ortsnamenbücher sind wissenschaftliche Lexika, in denen zu den Namen der (menschlichen) Siedlungsplätze eines bestimmten Gebietes die jeweiligen Namensformen in historischen Dokumenten angeführt werden. In sprachwissenschaftlichen Ortsnamenbüchern wird darüber hinaus die Etymologie (= Bedeutung und sprachgeschichtliche Entwicklung) des Namens onomastisch erläutert.

## Erarbeitung von Ortsnamenbüchern
Die Erarbeitung von Ortsnamenbüchern ist ein aufwändiges Unterfangen, das fundierte Kenntnisse auf verschiedenen Gebieten verlangt.
Zum einen müssen die historischen Belege der Namen aus historischen Urkunden und anderen Dokumenten (wie z. B. Besitzverzeichnisse, Verträge usw.) gewonnen werden, was umfangreiche Recherchen in den in Frage kommenden Archiven erfordert. Zur Auswertung der untersuchten Dokumente sind Kenntnisse historischer Schriftarten (z. B. Kurrentschrift), des Aufbaus bestimmter Arten von Dokumenten sowie der Urkundensprache (z. B. Latein oder Mittelhochdeutsch) hilfreich.
Zur Erarbeitung der Etymologie der Ortsnamen sind umfangreiche sprachwissenschaftliche Kenntnisse, besonders der Lautgeschichte der in Frage kommenden Sprachen, unverzichtbar. Aus den ältesten urkundlichen Namensnennungen und der dialektalen Aussprache wird die ursprüngliche, (z. B. durch Volksetymologien oder Hyperkorrekturen) unverfälschte Namensform ermittelt oder rekonstruiert. An dieser setzt schließlich die etymologische Interpretation des Namens an.
Bei Volksetymologien handelt es sich um Neudeutungen von nicht mehr verstandenen Namen durch die Sprecher. Beispiel: Der ursprüngliche, romanische Name der Stadt Klagenfurt (Landeshauptstadt von Kärnten), l’aquiliu, der von den nachkommenden Slawen mit dem slawischen Wort cvilja, „Wehklage“, in Zusammenhang gebracht wurde, was dann als Klagenfurt ins Deutsche übernommen wurde.
Bei Hyperkorrekturen handelt es sich um falsche Korrekturen, wie etwa Verhochdeutschungen vermeintlich dialektaler Formen.

## Liste von Ortsnamenbüchern

### Deutschland
- Manfred Niemeyer: Deutsches Ortsnamenbuch. Walter de Gruyter, Berlin 2012, ISBN 978-3-11-025802-8 (Google Buch).
- Ernst Eichler: Ortsnamen zwischen Saale und Elbe. Bautzen 1985–2009.

#### Baden-Württemberg
In der Reihe B der Veröffentlichungen der Kommission für geschichtliche Landeskunde wurden 1978–2014 Bände eines nach Landkreisen geordneten Ortsnamenbuchs veröffentlicht. Zunächst bearbeitete 1978 Hans Jänichen den Landkreis Böblingen. Von Lutz Reichardt erschienen zwischen 1982 und 2001 zehn Bände, die seit Ende 2024 online gingen. Als Nachzügler legte Stefan Hackl 2013 das Ortsnamenbuch des Enzkreises und des Stadtkreises Pforzheim vor.

#### Bayern
Das Historische Ortsnamenbuch von Bayern (HONB) ist ein seit 1951 erscheinendes Sammelwerk zur Toponomastik bayerischer Ortsnamen, das von der Kommission für bayerische Landesgeschichte herausgegeben wird. Zuletzt erschien 2022 der Band über den ehemaligen Stadtkreis Nürnberg. Eine kleine Auswahl von Belegen und Namensdeutungen enthält das bavarikon-Angebot zu den Ortsnamen des Regierungsbezirks Schwaben.
- Ernst Eichler, Albrecht Greule, Wolfgang Janka, Robert Schuh: Beiträge zur slavisch-deutschen Sprachkontaktforschung.
  - Band 1: Siedlungsnamen im oberfränkischen Stadt- und Landkreis Bamberg (= Slavica. Monographien, Hand-, Lehr- und Wörterbücher; 2). Heidelberg 2001.
  - Band 2: Siedlungsnamen im oberfränkischen Stadt- und Landkreis Bayreuth (= Slavica. Monographien, Hand-, Lehr- und Wörterbücher; 4). Heidelberg 2006.
- Wolf-Armin von Reitzenstein: Lexikon bayerischer Ortsnamen. Herkunft und Bedeutung. Oberbayern, Niederbayern, Oberpfalz. München 2006.
- Wolf-Armin von Reitzenstein: Lexikon fränkischer Ortsnamen. Herkunft und Bedeutung. Oberfranken, Mittelfranken, Unterfranken. München 2009.
- Wolf-Armin von Reitzenstein: Lexikon schwäbischer Ortsnamen. Herkunft und Bedeutung. Bayrisch-Schwaben. München 2013.

#### Brandenburg / Berlin
- Wilhelm Hammer: Ortsnamen der Provinz Brandenburg, Teil 1–2. Berlin 1894–1895 (ULB Düsseldorf).
- Reinhard E. Fischer: Die Ortsnamen der Länder Brandenburg und Berlin. Alter – Herkunft – Bedeutung. Berlin 2005.

#### Bremen
- Dietrich Schomburg: Geschichtliches Ortsverzeichnis des Landes Bremen. Hildesheim 1964.

#### Hamburg
- Wolfgang Laur: Die Orts- und Gewässernamen der Freien und Hansestadt Hamburg. Ein historisches Lexikon unter Einbeziehung relevanter Flurnamen. Neumünster 2012, ISBN 978-3-529-02816-8.

#### Hessen
Das Historische Ortslexikon im Landesgeschichtlichen Informationssystem (LAGIS) enthält historische Namensformen.

#### Niedersachsen
- Jürgen Udolph (Hrsg.): Niedersächsisches Ortsnamenbuch (NOB). Verlag für Regionalgeschichte, 28 Bände (geplant), Bielefeld seit 1998, Die Bände sind drei Jahre nach Erscheinen auf dem Dokumentenserver res doctae verfügbar.
- Wolfgang Laur: Die Ortsnamen in Schaumburg. Rinteln 1994, ISBN 3-87085-158-9.
- Antje Schmitz: Die Siedlungsnamen und Gewässernamen des Kreises Lüchow-Dannenberg (= Kieler Beiträge zur deutschen Sprachgeschichte; 19). Neumünster 1999.

#### Nordrhein-Westfalen
- Kirstin Casemir, Jürgen Udolph (Hrsg.): Westfälisches Ortsnamenbuch (WOB). Verlag für Regionalgeschichte, Bielefeld 2009–2023. Das Werk mumasst 20 Bände und ist damit abgeschlossen. Die Bände sind drei Jahre nach Erscheinen auf dem Dokumentenserver res doctae verfügbar.
  - Band 1: Michael Flöer, Claudia Maria Korsmeier: Die Ortsnamen des Kreises Soest (WOB 1). Bielefeld 2009.
  - Band 2: Birgit Meineke: Die Ortsnamen des Kreises Lippe (WOB 2). Bielefeld 2010.
  - Band 3: Claudia Maria Korsmeier: Die Ortsnamen der Stadt Münster und des Kreises Warendorf (WOB 3). Bielefeld 2011.
  - Band 4: Birgit Meineke: Die Ortsnamen des Kreises Herford (WOB 4). Bielefeld 2011.
  - Band 5: Birgit Meineke: Die Ortsnamen der Stadt Bielefeld (WOB 5). Bielefeld 2013.
  - Band 6: Michael Flöer: Die Ortsnamen des Hochsauerlandkreises (WOB 6). Bielefeld 2013.
  - Band 7: Birgit Meineke: Die Ortsnamen des Kreises Minden-Lübbecke (WOB 7). Bielefeld 2015. (2. Auflage Bielefeld 2016.)
  - Band 8: Michael Flöer: Die Ortsnamen des Kreises Olpe (WOB 8). Bielefeld 2014.
  - Band 9: Kirstin Casemir, Uwe Ohainski: Die Ortsnamen des Kreises Höxter (WOB 9). Bielefeld 2016.
  - Band 10: Claudia Maria Korsmeier: Die Ortsnamen des Kreises Coesfeld (WOB 10). Bielefeld 2016.
  - Band 11: Birgit Meineke: Die Ortsnamen des Kreises Paderborn (WOB 11). Bielefeld 2018.
  - Band 12: Michael Flöer: Die Ortsnamen des Märkischen Kreises (WOB 12). Bielefeld 2018.
  - Band 13: Claudia Maria Korsmeier: Die Ortsnamen des Kreises Steinfurt (WOB 13). Bielefeld 2020.
  - Band 14: Michael Flöer: Die Ortsnamen des Ennepe-Ruhr-Kreises, der Stadt Bochum und der Stadt Herne. Bielefeld 2020
  - Band 15: Birgit Meineke: Die Ortsnamen der Stadt Hamm und des Kreises Unna. Bielefeld 2021.
  - Band 16: Michael Flöer: Die Ortsnamen der Stadt Dortmund und der Stadt Hagen. Bielefeld 2021.
  - Band 17: Claudia Maria Korsmeier: Die Ortsnamen des Kreises Borken. Bielefeld 2022.
  - Band 18: Birgit Meineke: Die Ortsnamen des Kreises Recklinghausen, der Stadt Bottrop und der Stadt Gelsenkirchen. Bielefeld 2021.
  - Band 19: Claudia Maria Korsmeier: Die Ortsnamen ders Kreises Gütersloh. Bielefeld 2022.
  - Band 20: Birgit Meineke: Die Ortsnamen des Kreises Siegen-Wittgenstein. Bielefeld 2023.

#### Rheinland-Pfalz
Von Elmar Rettinger erschien 1985 der Band Cochem des Historischen Ortslexikons Rheinland Pfalz. Der 1996 fertiggestellte Band St. Goar liegt online vor.
Wolfgang Jungandreas: Historisches Lexikon der Siedlungs- und Flurnamen des Mosellandes (Schriftenreihe zur Trierischen Landesgeschichte und Volkskunde 8). Trier 1960–1964.

#### Sachsen
- Susanne Baudisch, Karlheinz Blaschke: Historisches Ortsverzeichnis von Sachsen. Neuausgabe, Leipzig 2006, ISBN 3-937209-15-8 (online).
- Ernst Eichler, Hans Walther (Hrsg.): Historisches Ortsnamenbuch von Sachsen. Bearbeitet von Ernst Eichler, Volkmar Hellfritzsch, Hans Walther und Erika Weber, 3 Bände (= Quellen und Forschungen zur sächsischen Geschichte, 21). de Gruyter-Verlag, Berlin 2001, ISBN 3-05-003728-8 (Link zum Digitalisat der Sächsischen Staats- und Universitätsbibliothek Dresden).
  - Band I: A–L (Link zum Digitalisat der Sächsischen Staats- und Universitätsbibliothek Dresden),
  - Band II: M–Z (Link zum Digitalisat der Sächsischen Staats- und Universitätsbibliothek Dresden),
  - Band III: Apparat und Register (Link zum Digitalisat der Sächsischen Staats- und Universitätsbibliothek Dresden),
- Ernst Eichler, Hans Walther: Die Ortsnamen im Gau Daleminze. Berlin 1967.

#### Sachsen-Anhalt
- Inge Bily: Ortsnamenbuch des Mittelelbegebietes. Berlin 1996.

#### Schleswig-Holstein
- Wolfgang Laur: Historisches Ortsnamenlexikon von Schleswig-Holstein. 2., völlig veränderte und erweiterte Auflage Neumünster 1992.
- Wolfgang Laur: Die Ortsnamen in Schwansen. In: Jahrbuch der Heimatgemeinschaft des Kreises Eckernförde 22 (1964), S. 88–105.
- Antje Schmitz: Die Orts- und Gewässernamen des Kreises Ostholstein (= Kieler Beiträge zur deutschen Sprachgeschichte; 3). Neumünster 1981.
- Antje Schmitz: Die Orts- und Gewässernamen des Kreises Plön (= Kieler Beiträge zur deutschen Sprachgeschichte; 8). Neumünster 1987.
- Antje Schmitz: Die Ortsnamen des Kreises Herzogtum Lauenburg und der Stadt Lübeck (= Kieler Beiträge zur deutschen Sprachgeschichte; 14). Neumünster 1990.

#### Thüringen
- Jürgen Udolph: Das Thüringer Ortsnamen-Register. (MDR.de oder prof-udolph.com).

#### Hamburg
- Wolfgang Laur: Die Orts-und Gewässernamen der Freien und Hansestadt Hamburg. Ein historisches Lexikon unter Einbeziehung relevanter Flurnamen, hrsg von Peter Laur und Friedhelm Debus. Neumünster 2012.

### Österreich
Burgenland
- Eberhard Kranzmayer, Karl Bürger: Burgenländisches Siedlungsnamenbuch. Eisenstadt 1957.

Kärnten
- Eberhard Kranzmayer: Ortsnamenbuch von Kärnten. Klagenfurt 1956.
  - Band 1: Die Siedlungsgeschichte Kärntens von der Urzeit bis zur Gegenwart im Spiegel der Namen.
  - Band 2: Alphabetisches Kärntner Siedlungsnamenbuch.

Oberösterreich
- Konrad Schiffmann: Historisches Ortsnamen-Lexikon des Landes Oberösterreich. 1935–1940 online
- Peter Wiesinger (Hrsg.): Ortsnamenbuch des Landes Oberösterreich. Österreichische Akademie der Wissenschaften, Wien 1989–2017.[1]
  - Band 1: Elisabeth Bertol-Raffin, Peter Wiesinger: Die Ortsnamen des politischen Bezirkes Braunau am Inn (Südliches Innviertel). Wien 1989.
  - Band 2: Elisabeth Bertol-Raffin, Peter Wiesinger: Die Ortsnamen des politischen Bezirkes Ried im Innkreis (Mittleres Innviertel). Wien 1991.
  - Band 3: Richard Reutner, Peter Wiesinger: Die Ortsnamen des politischen Bezirkes Schärding (Nördliches Innviertel). Wien 1994.
  - Band 4: Richard Reutner, Helen Bito, Peter Wiesinger: Die Ortsnamen des politischen Bezirkes Vöcklabruck (Südliches Hausruckviertel). Wien 1997.
  - Band 5: Peter Wiesinger, Karl Hohensinner, unter Mitarbeit von Hermann Scheuringer, Christina Schrödl, Stephan Gaisbauer, Aurelia Schneckenreither: Die Ortsnamen der politischen Bezirke Grieskirchen und Eferding (nördliches Hausruckviertel). Linz 2017.
  - Band 6: Richard Reutner, Peter Wiesinger: Die Ortsnamen des politischen Bezirkes Gmunden (Südwestliches Traunviertel). Wien 1999.
  - Band 7: Karl Hohensinner, Peter Wiesinger, unter Mitarbeit von Hermann Scheuringer und Michael Schefbäck: Die Ortsnamen der politischen Bezirke Kirchdorf an der Krems, Steyr-Stadt und Steyr-Land (Südöstliches Traunviertel). Wien 2001.
  - (Band 8 Wels und Linz (Nördliches Traunviertel) und Band 9 Bezirk Rohrbach (Westliches Mühlviertel) sind noch nicht erschienen)
  - Band 10: Karl Hohensinner, Peter Wiesinger: Die Ortsnamen des politischen Bezirkes Urfahr-Umgebung (Mittleres Mühlviertel). Wien 2006.
  - Band 11: Karl Hohensinner, Peter Wiesinger: Die Ortsnamen der politischen Bezirke Perg und Freistadt (Östliches Mühlviertel). Wien 2003.

Niederösterreich
- Heinrich Weigl, Roswitha Seidelmann, Karl Lechner: Historisches Ortsnamenbuch von Niederösterreich. Band I–VII, Wien 1964–1975.[7]
Fritz Eheim, Maximilian Weltin: Historisches Ortsnamenbuch von Niederösterreich. Band VIII. Ergänzungen und Berichtigungen. Wien 1981.
- Elisabeth Schuster: Die Etymologie der niederösterreichischen Ortsnamen. Verein für Landeskunde von Niederösterreich, 3 Bände (A–E, F–M, N–Z), Wien 1989, 1990 und 1994.

Salzburg
- Franz Hörburger: Salzburger Ortsnamenbuch. Eigenverlag, Salzburg 1982.
- Thomas Lindner (Hrsg.): Historisch-etymologisches Lexikon der Salzburger Ortsnamen (HELSON). Edition Tandem, Salzburg seit 2015.
  - Band 1: Ingo Reiffenstein, Thomas Lindner: Stadt Salzburg und Flachgau. 2015.
  - Band 2: Ingo Reiffenstein: Tennengau. 2017.
  - Band 3.1: Julian Blaßnigg: Pinzgau. 2020.

Steiermark
- Joseph von Zahn: Ortsnamenbuch der Steiermark im Mittelalter. Wien 1893 (Google Buch).
- Fritz Lochner von Hüttenbach: Ortsnamen in der Steiermark. Zur Herkunft und Deutung von Siedlungs-, Berg-, Gewässer- und Flurbezeichnungen. Leykam, Graz 2008.

Tirol
- siehe Tiroler Ortsnamen

Vorarlberg
- Das Vorarlberger Flurnamenbuch enthält auch die Ortsnamen.

- Josef Zehrer: Die Ortsnamen von Vorarlberg. In: Jahrbuch Vorarlberger Landesmuseumsverein, Freunde der Landeskunde, 100/101 (1957), S. 76–170 (ÖNB Anno).

### Schweiz
In der Schweiz kennen fast alle Deutschschweizer Kantone sowie einige kleinere Regionen wissenschaftlich erarbeitete Ortsnamenbücher. Sie sind zum Teil abgeschlossen und zum Teil noch in Arbeit. Die digitalen Daten der meisten Ortsnamenbücher werden auf ortsnamen.ch, dem Portal der schweizerischen Ortsnamenforschung, zur Verfügung gestellt.
- Siehe auch: Ortsnamenbuch des Kantons Bern.

### Liechtenstein
- Hans Stricker: Liechtensteiner Namenbuch. Werkteil I: Orts- und Flurnamenbuch. Hrsg. vom Historischen Verein für das Fürstentum Liechtenstein. 6 Bände. Schaan 1999, ISBN 3-906393-25-9 (online).
- Eugen Nipp: Die romanischen Orts- und Flurnamen des Fürstentums Liechtenstein. Dissertation Universität Wien, 1911.

### Benelux-Länder
- Maurits Gysseling: Toponymisch woordenboek van Belgie, Nederland, Luxemburg, Noord-Frankrijk en West-Duitsland (voor 1226). Band I: A–M, Band II: N–Z (= Bouwstoffen En Studien Voor De Geschiedenis En De Lexicografie Van Het Nederlands, VI. 1). Belgisch Interuniv. Centrum voor Neerlandistiek, Tongeren 1960.

### Italien
- Roberto E. Baliari-Soust: Nicht nur Trient… – Deutsche Orts- und Flurnamen zwischen der Salurner Klause und der Wiesentheiner Ebene / Toponimi germanici fra la Chiusa di salorno e la pianura vicentina. Köln 1987.
- Giovan Battista Pellegrini: Toponomastica italiana. 10000 nomi di città, paesi, frazioni, regioni, contrade, fiumi, monti spiegati nella loro origine e storia. Hoepli, Mailand 1990, ISBN 88-203-1835-0.

### Frankreich
- Albert Dauzat, Charles Rostaing: Dictionnaire étymologique des noms de lieux en France. Larousse, Paris 1963.
- Michel Paul Urban: Lieux dits. Dictionnaire étymologique et historique des noms de lieux en Alsace. Éditions du Rhin, Straßburg 2003, ISBN 2-7165-0615-9.